# Emil Friedman
Emil Friedman Kossuth (geborener Emil Friedmann, 24. Mai 1908 in Prag, Österreich-Ungarn; gestorben 24. April 2002 in Caracas) war ein tschechischer Geiger, Dirigent und Musikpädagoge.

## Leben
Friedmann studierte bis 1933 Violine am Prager Konservatorium. Er promovierte dann in klassischer Philologie, Latein und Griechisch an der Cambridge University und schloss 1936 ein Jurastudium an der Karls-Universität Prag ab. 1938 unternahm er als Konzertmeister eine Reise durch Europa, Asien und Ozeanien. Vor der deutschen Besetzung der Tschechoslowakei emigrierte er 1938 nach London. Die Zeit des Zweiten Weltkrieges verbrachte er in den USA.
1945 gründete Friedman in Maracaibo eine Musikschule, die er drei Jahre lang leitete. 1948 ging er nach Caracas und gründete dort den Kindergarten Musical Emil Friedman, aus dem später das Colegio Emil Friedman hervorging. Im Verlauf von mehr als 50 Jahren bildete er hier zahlreiche Orchestermusiker, aber auch international anerkannte Solisten aus. Weiterhin gründete er das erste Jugendstreichorchester Venezuelas. Für seine Verdienste um die Förderung der Musik wurde er 1993 mit dem Premio National de Musica de Venezuela ausgezeichnet. Die Tschechische Republik ehrte ihn für die internationale Verbreitung der tschechischen Kultur 1997 mit dem Gratias-Agis-Preis.